# 莒纪公
莒纪公（？—前610年），己姓，名庶其，為春秋諸侯國莒国君主之一，是莒國第14任君主。莒纪公生大子仆和季佗，喜欢爱季佗讨厌仆，且多行无礼于国。鲁文公十七年（前610年），大子仆通过国人弑杀纪公，拿着宝玉投奔鲁国。季佗继位为莒厉公。
| 前任： 莒平公 | 春秋莒国君主 ？—前610年 | 繼任： 莒厉公 |